# Vụ tấn công đền Hồi giáo tại Jamrud 2009
Vụ tấn công đền Hồi giáo tại Jamrud diễn ra Thứ Sáu ngày 27 tháng 3 năm 2009 tiến hành bởi một tên khủng bố tự sát trong khu vực bộ tộc của Pakistan gần biên giới Afghanistan. Cảnh sát địa phương nhanh chóng xác nhận số thương vong là 38 và thêm rằng con số có thể tăng lên 70. Khoảng 100 người bị thương cũng được đưa tới bệnh viện. Có khoảng 25 tín đồ hiện diện trong cuộc hành lễ. Vụ nổ phá hủy ngôi đền có đông đảo tín đồ đang hành lễ và là cuộc khủng bố đẫm máu nhất ở Pakistan trong năm 2009.

## Bối cảnh
Tình trạng gia tăng bạo động ở Pakistan đã gây ra lo ngại rằng chính phủ thân Tây Phương lúc này ở Islamabad không có khả năng đối phó với Taliban và al-Qaeda, vốn đang dùng lãnh thổ Pakistan làm bàn đạp tấn công quân đội chính phủ Afghanistan và đồng minh. Thành phần tình nghi phiến quân Taliban đã mở một loạt các cuộc tấn công vào bãi đậu xe vận tải chở hàng tiếp tế sang Afghanistan tại nơi này những tháng trước đó, phá hủy hoặc lấy mang đi nhiều hàng hóa, xe cộ, kể cả xe Humvee.

## Vụ tấn công
Tên khủng bố đã tấn công ngôi đền, chỗ khách qua lại Pakistan và Afghanistan thường dừng chân, trong lúc có khoảng 250 tín đồ tham dự buổi cầu nguyện Thứ Sáu. Hậu quả là cả ngôi đền sụp đổ.
Vụ nổ bom trong vùng đèo Khyber xảy ra chỉ ít giờ trước khi Tổng thống Barack Obama loan báo một chiến lược mới cho Pakistan và Afghanistan, theo đó chú trọng vào việc tiêu diệt các an toàn khu của phiến quân ở vùng Tây Bắc Pakistan.

## Phản ứng
Một phát ngôn viên chính phủ đã cáo buộc thành phần dân quân Hồi giáo đã thi hành vụ nổ bom để trả đũa việc chính phủ mở cuộc hành quân tảo thanh phiến quân thường phá hoại đường vận chuyển tiếp liệu cho quân đội Hoa Kỳ và đồng minh ở Afghanistan, vốn đi ngang qua ngôi đền này.